# Herbert Waas
Pour les articles homonymes, voir Waas.
Herbert Waas est un footballeur allemand né le 8 septembre 1963 à Passau.

## Carrière
- 1981-1982 : 1860 Munich  Allemagne
- 1982-1990 : Bayer Leverkusen  Allemagne
- 1990-1991 : Bologne FC  Italie
- 1991-1992 : Hambourg SV  Allemagne
- 1992-1995 : FC Zurich  Suisse
- 1995 : Dynamo Dresde  Allemagne